# Gabriella Fagundez
Gabriella Fagundez, née le 11 octobre 1985 à Landskrona, est une nageuse suédoise spécialiste de nage libre. Elle est trois fois médaillée aux Championnats d'Europe en relais.

## Palmarès

### Championnats d'Europe
Grand bassin
- Championnats d'Europe 2004 à Madrid (Espagne) :
  -  Médaille de bronze du relais 4 × 100 m nage libre.
- Championnats d'Europe 2010 à Budapest (Hongrie) :
  -  Médaille de bronze au titre du relais 4 × 100 m nage libre.
- Championnats d'Europe 2012 à Debrecen (Hongrie) :
  -  Médaille d'argent du relais 4 × 100 m nage libre.